# Dansk Amatør Bokse-Unions Instruktionsfilm
|  | Denne artikel er oprettet af botten Steenthbot ud fra en ekstern database. Den kan derfor have sproglige fejl eller mangler. Denne skabelon kan fjernes efter kontrol af indholdet. |

Dansk Amatør Bokse-Unions Instruktionsfilm er en dansk dokumentarisk optagelse fra 1943.

## Handling
Bokselandskamp mellem Finland og Danmark har været udkæmpet i Idrætshuset. De hårdeste kampe er i de tunge klasser. Poul Kops (1915-2000) bokser mod Rossi, Gerhard Pedersen (1912-1987) mod Suhonen, Otto Winther (1910-1973) mod Purho og Fritz Gramstrup mod Letinen. Danmark har også bokset mod Tyskland. Tvillingerne Kaj (1916-1991) og Viggo (1916-1993) Frederiksen og Helge Rasmussen (1921-1994) fra Nakskov har vundet de lette klasser. Ca. 2200 tilskuere overværer landskampen. Mod Sverige vandt Danmark 9-7. I letvægt blev Sigfred Madsen (1915-1966) slået ud i slutningen af 1. omgang, det er første knockout i hans 8 år lange boksekarriere.
Årstallet er ikke identificeret, men begivenheden må ligge før 1943.